# 鴻之舞
鴻之舞（こうのまい）は、北海道紋別市南部の地名。鴻之舞鉱山閉山（1973年）後に住民が離れ、国勢調査では1975年以降、人口0人が続いている。郵便番号094-0026。

## 地理
鴻之舞は、北海道紋別市にある地名であり、かつて存在した町である。鴻之舞鉱山の町として栄えたが、鉱山閉鎖とともに無住の地となった。紋別市街の元紋別から北海道道305号紋別丸瀬布線を約30キロメートル南下した一帯。
語源はアイヌ語の「ク・オマ・イ」（弓がある所）である。

## 歴史
北海道のオホーツク海側は、1800年代末に、枝幸のパンケナイ川で砂金が発見され、ウソタンナイ（ウソタン川）などでも砂金が発見されて以降、ゴールドラッシュの様相を呈した。
紋別の八十士川でも砂金が発見され、1915年、鴻之舞に金鉱が発見される。ここに地元有志が鉱区を設定し操業が開始され、1917年に住友に経営権が移った。その後も鉱床が発見され、金鉱山は発展し続けた。藻鼈川沿いには鉱山労働者の居住する町が形成された。
鴻之舞鉱山は、1940年には年間で金2.5トン、銀46トンを産出。1942年には、鴻之舞の人口は、従業員・家族等を含めて約13,000人までになる。太平洋戦争の影響で一時期規模は縮小するが、1955年には金年間2.98トンの最高産出量を記録するなど賑わった。人口が増えたことで、紋別市街との間の旅客輸送のために、1949年には北紋バスが設立され、鴻之舞・紋別間にバス路線が開通する。
しかし、金価格の下落の影響を受け、資源も涸渇したことから、1973年（昭和48年）に鉱山は閉鎖された。その結果、最盛期に13,000人に上った鴻之舞の町は消滅、人口0となった。携帯電話普及後も通話不能地域となっている。
この地区で現在も活動が見られるのは沈殿池とその管理者のみである。干上がった旧沈殿池、大きな煙突、発電所跡、紋別市街と鴻之舞を結んだ鴻紋軌道の跡、学校跡（防火壁）などの遺構が残るほか、鉱山があったことを示す碑、鉱山犠牲者の慰霊碑、小学校跡の碑などが建立され、これらがかつてここに町と鉱山があったことを示している。

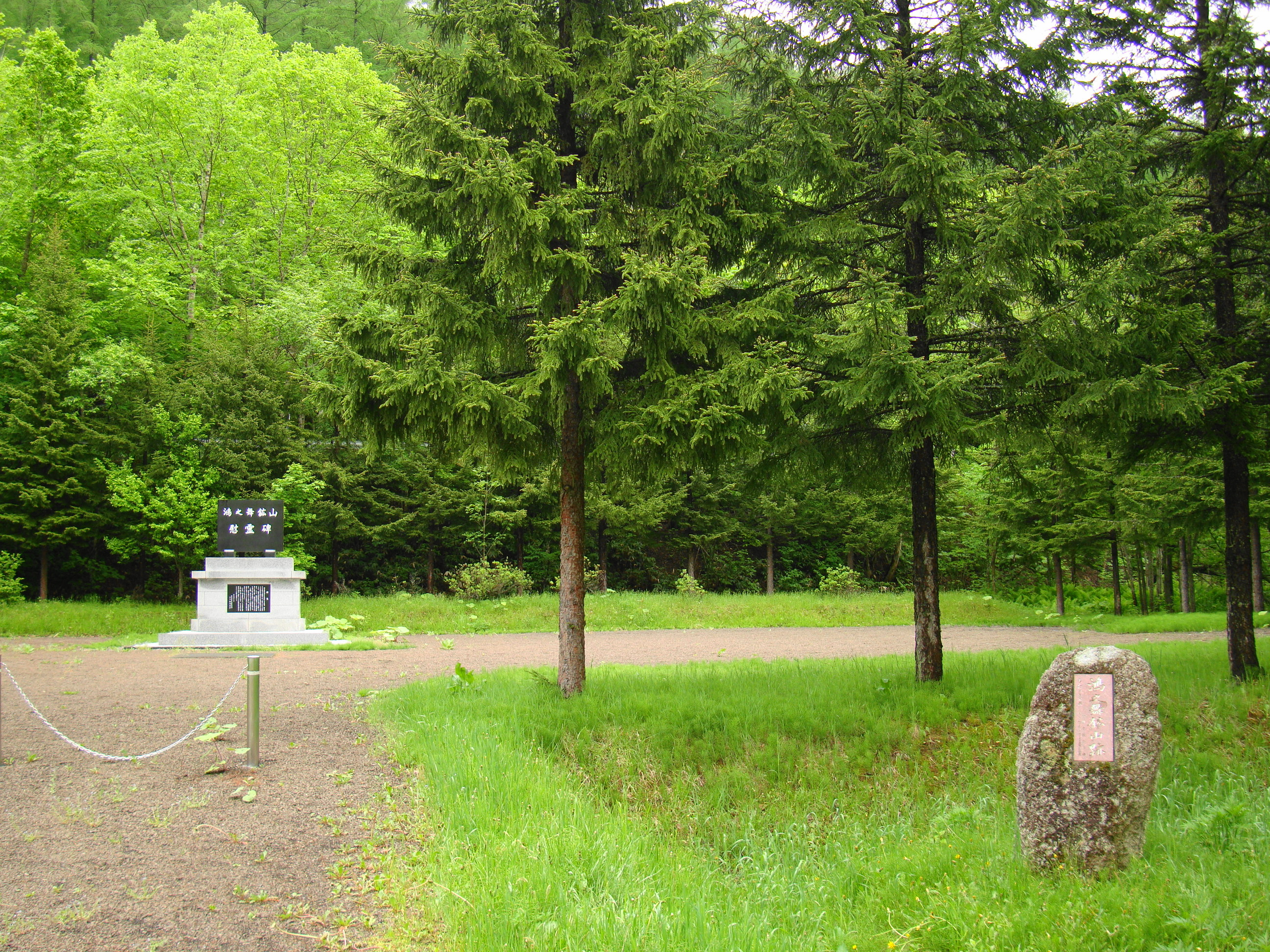
鉱山跡碑(右)と慰霊碑
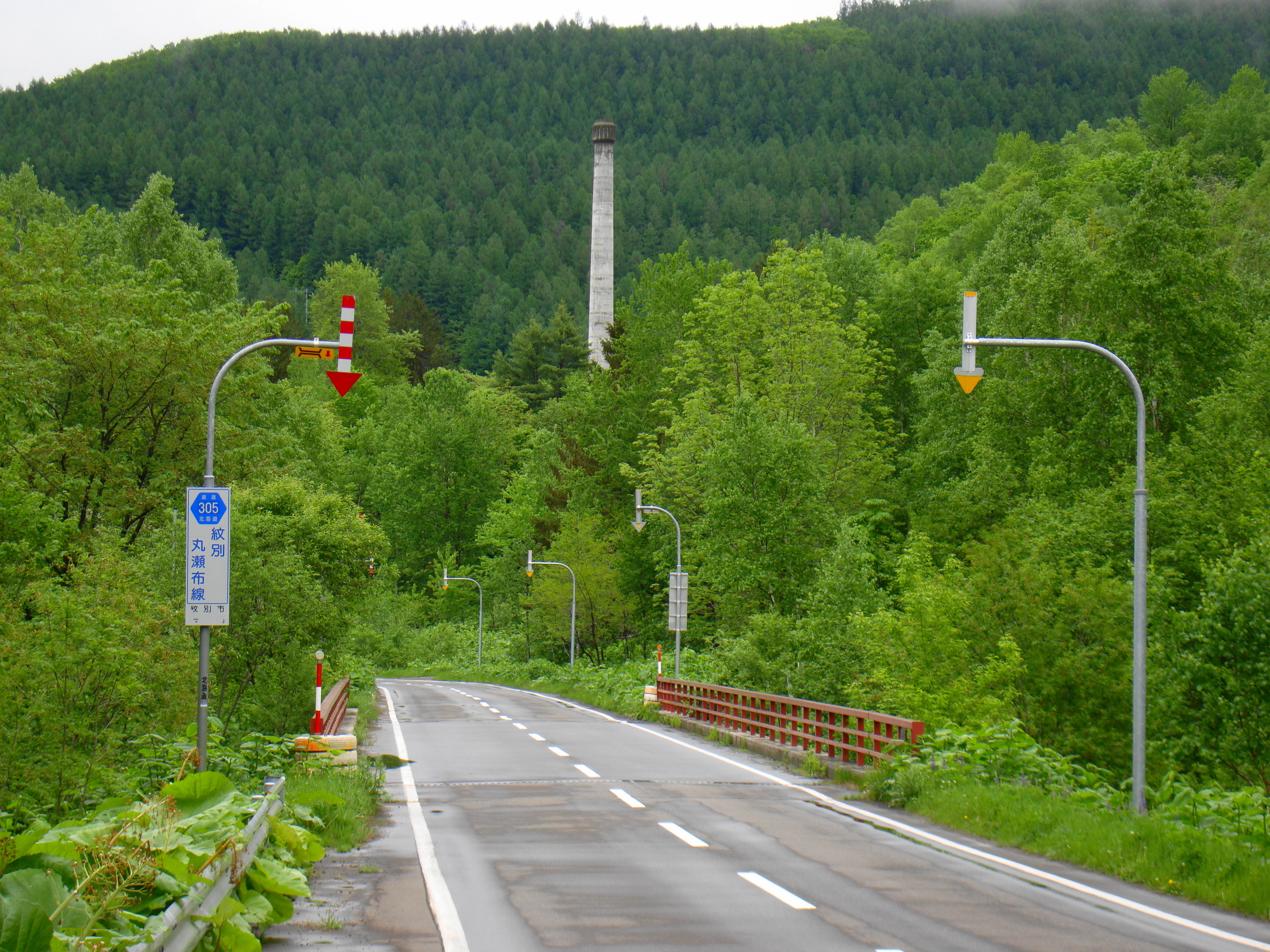
精錬所の煙突が残る
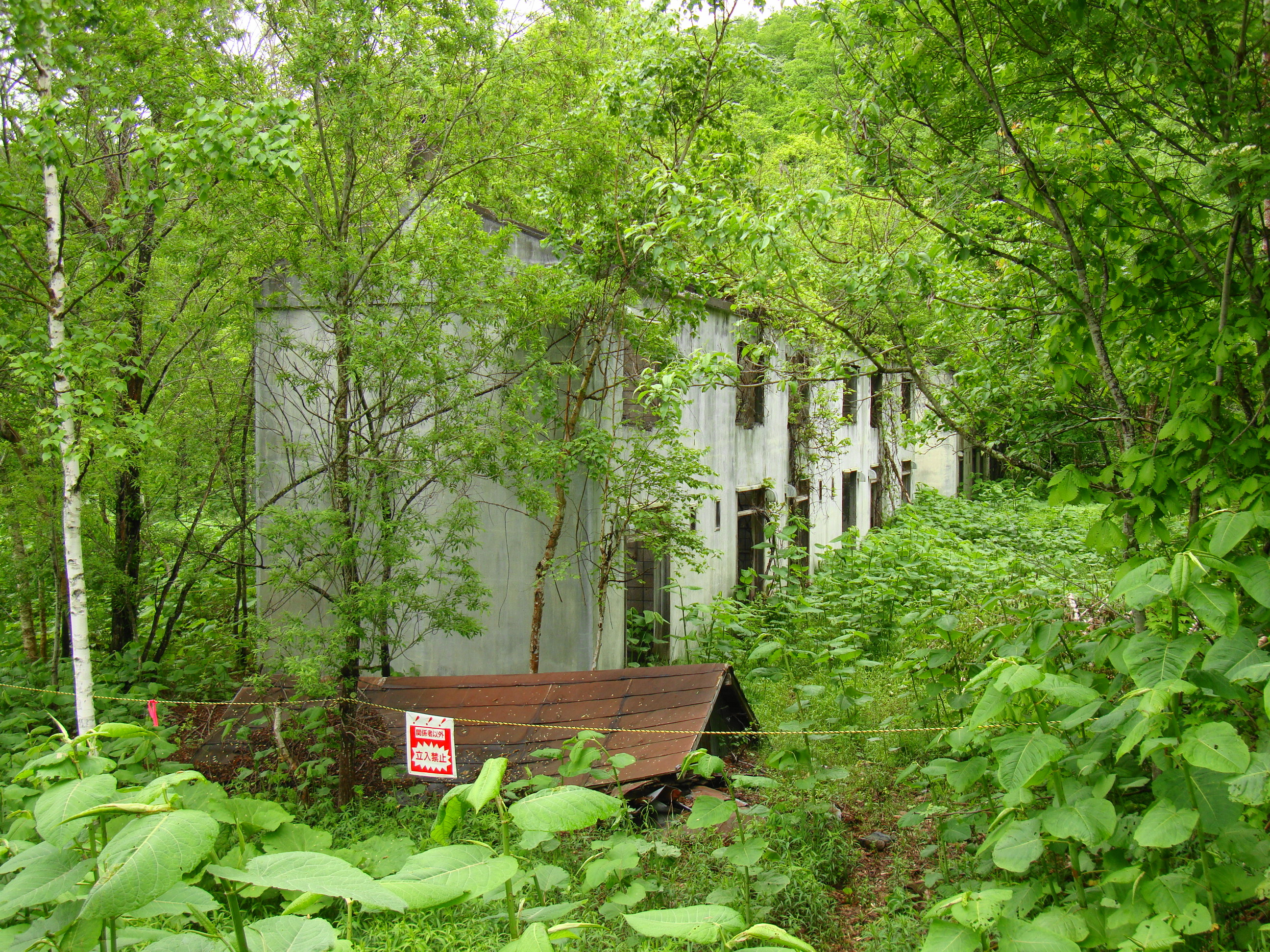
立入禁止区域外から確認できる廃屋は姿を消しつつある
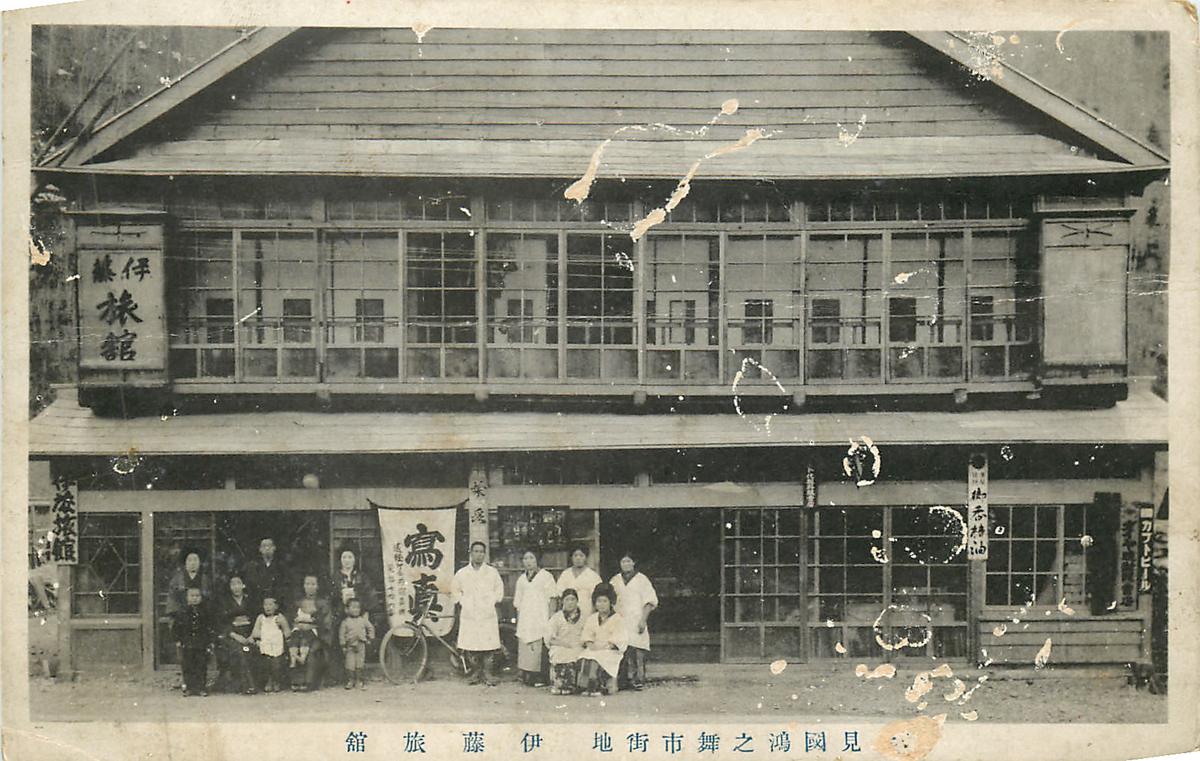
鴻之舞 市街地図 伊藤旅館

## 交通
- 北海道道305号紋別丸瀬布線
- 北海道道137号遠軽雄武線